# HCP 123N
HCP 123N je typ polské tramvaje vyráběné firmou H. Cegielski v Poznani v letech 2006–2007. Celkem bylo vyrobeno 30 vozů pro varšavskou tramvajovou síť.

## Historické pozadí
Od roku 2000 dopravní podnik Tramwaje Warszawskie několikrát vyhlásil tendr na dodávku nízkopodlažních tramvají, ale žádný z nich nebyl úspěšně uzavřen. V roce 2004 se rozhodl koupit 30 jednočlánkových vozů, které by byly technicky a rozměrově podobné tramvajím Konstal 105N2k/2000.

## Konstrukce
123N je jednosměrný jednočlánkový motorový tramvajový vůz se dvěma dvounápravovými podvozky a podlahou v jedné úrovni, určený pro provoz sólo nebo v soupravě spřažených shodných vozů. Všechna dvojkolí jsou poháněna stejnosměrnými elektromotory. Na pravé straně vozové skříně má troje výklopné dvoukřídlé dveře. Místa k sezení tvoří polstrované plastové sedačky v příčném uspořádání 1+1. Tramvaje jsou vybaveny elektrickou tyristorovou výzbrojí s tyristory GTO. Napájecí napětí pro výzbroj činí 600 V stejnosměrného proudu. Řízení tramvaje zajišťuje ruční řadič.

## Dodávky
| Současný stát | Město   | Článek | Typ  | Roky dodávek | Počet vozů | Evidenční čísla při dodání | Poznámky | Zdroj |
| ------------- | ------- | ------ | ---- | ------------ | ---------- | -------------------------- | -------- | ----- |
| Polsko        | Varšava | článek | 123N | 2006–2007    | 30         | 2136–2165                  |          | [ 3 ] |